# Non bis in idem
El término latín non bis in idem (en español 'no dos veces por lo mismo'), también usada en la forma ne bis in idem, y en otros idiomas autrefois acquitté ('ya absuelto' o 'ya saldado' en francés) y double jeopardy ('doble riesgo' en inglés), es un principio general del derecho, y más concretamente un principio informador del derecho penal.
En muchos países como Paraguay, Estados Unidos, Canadá, México, Argentina, Venezuela, Perú, Ecuador, Colombia, República Dominicana, España, Australia e India es un derecho fundamental reconocido por la Constitución que prohíbe que un acusado sea enjuiciado dos veces por un mismo hecho punible que puede ser un crimen o un delito e inclusive por uno que además sea una simple falta. En otro sentido implica que no pueda valorarse dos veces un mismo hecho o fenómeno para calificar el tipo de un hecho punible (delito o crimen) o una simple falta para evaluar la concurrencia de circunstancias modificativas de la responsabilidad penal. Ante un tribunal un acusado además de declararse inocente o culpable puede manifestar que autrefois acquit (en francés ya he sido exculpado) si ya ha sido encontrado inocente en un juicio previo así como autrefois convict (en francés ya he sido condenado) si el acusado ya fue enjuiciado y condenado.
El principio non bis in idem se eliminó en Inglaterra y Gales para delitos graves en 2005.

## Non bis in idemen diferentes países

### Paraguay
Desde el año 1992, la Constitución de la República del Paraguay, definió en su artículo 17 que el principio de la prohibición de doble persecución es un Derecho y además una garantía para toda persona que sea sujeto y objeto de un procedimiento en el cual pudiera derivarse pena o sanción. la sanción sea administrativa o penal propiamente. El texto en si establece:
Artículo 17. DE LOS DERECHOS PROCESALES.
En el proceso penal, o en cualquier otro del cual pudiera derivarse pena o sanción, toda persona tiene derecho a:
que sea presumida su inocencia;
que se le juzgue en juicio público, salvo los casos contemplados por el magistrado para salvaguardar otros derechos;
que no se le condene sin juicio previo fundado en una ley anterior al hecho del proceso, ni que se le juzgue por tribunales especiales;
que no se le juzgue más de una vez por el mismo hecho. No se pueden reabrir procesos fenecidos, salvo la revisión favorable de sentencias penales establecidas en los casos previstos por la ley procesal;
que se defienda por sí misma o sea asistida por defensores de su elección;
que el Estado le provea de un defensor gratuito, en caso de no disponer de medios económicos para solventarlo;
la comunicación previa y detallada de la imputación, así como a disponer de copias, medios y plazos indispensables para la preparación de su defensa en libre comunicación;
que ofrezca, practique, controle e impugne pruebas;
que no se le opongan pruebas obtenidas o actuaciones producidas en violación de las normas jurídicas;
el acceso, por sí o por intermedio de su defensor, a las actuaciones procesales, las cuales en ningún caso podrán ser secretas para ellos. El sumario no se prolongará más allá del plazo establecido por la ley, y a
la indemnización por el Estado en caso de condena por error judicial." 
Se repite esta garantía y derecho en su renovada legislación penal, al introducir en la Ley 1286/98 (Código Procesal Penal) el Derecho y la Garantía del ÚNICO PROCESO, en el que nadie puede ser condenado dos veces por el mismo hecho. Ni siquiera se admite la doble persecución, vale decir que una vez concluido el proceso por absolución, condena o sobreseimiento definitivo, el principio en si inhibe cualquier otro procedimiento. la formula esta descrita en el artículo 8. Estos nuevos regímenes jurídicos para el procedimiento judicial e inclusive extrajudicial significó un avance sideral para el código penal paraguayo.

### Argentina
La Constitución Nacional no previó originalmente y de manera expresa la garantía del non bis in idem, aunque con arreglo al artículo 33 se le ha reconocido como una garantía no enunciada, que surge del sistema republicano y del estado democrático de derecho. 
A partir de la reforma constitucional de 1994, con la incorporación a la Constitución de diversos instrumentos internacionales con jerarquía constitucional (artículo 75, inciso 22), entre los que se encuentra la Convención Americana sobre Derechos Humanos (Pacto de San José de Costa Rica) en su artículo 8 inciso 4 enuncia: "El inculpado absuelto por sentencia firme no podrá ser sometido a nuevo juicio por los mismos hechos". Con lo cual esta garantía ha sido reconocida con carácter constitucional.
Por eso se entiende que dicho principio tiene relación con el objeto procesal en si.
En relación con el derecho penal argentino, este principio entra en colisión con el estado de reincidencia, más precisamente con la regla consagrada en el artículo 52 del Código Penal, en cuanto aplica una pena de reclusión indeterminada, como accesoria de la condena anterior, cuando la reincidencia fuese múltiple de manera tal que se manifiesten las siguientes condenas anteriores: 4 penas privativas de la libertad, siendo una de ellas mayor a 3 años; 5 penas privativas de la libertad menores a 3 años. Por otro lado, permite que el tribunal, por única vez, deje en suspenso la medida accesoria, fundando la decisión en función del artículo 26 del Código Penal. Esto quiere decir que se deben satisfacer las exigencias previstas para la condena de libertad condicional. Por lo tanto se está aplicando una consecuencia jurídica más gravosa para los sujetos que incurren en reincidencia de manera múltiple, generando reparos en función del respeto al principio non bis in idem.

### Chile
En Chile, el artículo 1 del Código Procesal Penal, titulado Juicio previo y única persecución, establece en su inciso segundo que "La persona condenada, absuelta o sobreseída definitivamente por sentencia ejecutoriada, no podrá ser sometida a un nuevo procedimiento penal por el mismo hecho". Esto se fundamenta, además del principio que se comenta, en instituciones como la de cosa juzgada y la de seguridad jurídica.
Esta regla, sin embargo, tiene su excepción en cuanto existe en el ordenamiento procesal la Acción de Revisión, regulada en los artículos 810 y siguientes del Código de Procedimiento Civil y 473 y siguientes del Código Procesal Penal, en este último caso sólo cuando la sentencia haya condenado al acusado.
El artículo 63 del código penal también establece esta garantía al prohibir que una circunstancia agravante que por sí misma constituye un delito, que haya sido expresada al tipificarlo o que sea de tal manera inherente a la comisión (como un medio) aumente la pena de uno de estos. Esta norma legal busca que no se valore dos veces el injusto de un delito determinado.

### Colombia
El artículo 29 de la Constitución de Colombia establece que se aplicará a toda clase de actuaciones judiciales y administrativas, y el non bis in ídem, El derecho fundamental a no ser juzgado dos veces por el mismo hecho, pretende asegurar que los conflictos sociales que involucran consecuencias de tipo sancionatorio no se prolonguen de manera indefinida, además de evitar que un mismo asunto obtenga más de una respuesta de diferentes autoridades judiciales.Sentencia C-521/09
Asimismo, ha sostenido la Corte Constitucional que la existencia de un proceso o sanción de naturaleza penal no implica el desconocimiento del principio non bis in idem cuando se persigue castigar la misma conducta pero por violación de un régimen distinto, tal como sucede cuando un funcionario estatal roba dineros públicos y es responsable tanto penal como fiscal y disciplinariamente.

### Guatemala
El principio de Única Persecución se encuentra regulado en el artículo 17 del Código Procesal Penal (Decreto Número 51-92 del Congreso de la República de Guatemala), que en su parte conducente indica que "Nadie debe ser perseguido penalmente más de una vez por el mismo hecho. Sin embargo, será admisible nueva persecución penal: 1) Cuando la primera fue intentada ante un tribunal incompetente.
2) Cuando la no prosecución proviene de defectos en la promoción o en el ejercicio de la misma. 3) Cuando un mismo hecho debe ser juzgado por tribunales o procedimientos diferentes, que no puedan ser unificados, según las reglas respectivas."

### España
Como regla general, no se podrán imponer sanciones penales o administrativas por unos mismos hechos ya sancionados, pero la estimación de la excepción del principio non bis in idem exige la concurrencia de los siguientes elementos:
1. La identidad subjetiva supone que el sujeto afectado debe ser el mismo, cualquiera que sea la naturaleza o autoridad judicial o administrativa que enjuicie y con independencia de quien sea el acusador u órgano concreto que haya resuelto, o que se enjuicie en solitario o en concurrencia con otros afectados.
2. La identidad fáctica supone que los hechos enjuiciados son los mismos, y descarta los supuestos de concurso real de infracciones en que no se está ante un mismo hecho jurídico sino ante varios. Como señala la Sentencia del Tribunal Constitucional de 10 de noviembre de 1990: “es indudable que el principio non bis in idem no resulta vulnerado cuando las penas se aplican por acciones típicas diversas. La punibilidad acumulativa que se fundamenta en un concurso real de delitos no determina vulneración alguna de este principio precisamente por la diversidad de acciones sancionadas”.
3. La identidad del fundamento o causal, implica que las medidas sancionadoras no pueden concurrir si responden a una misma naturaleza, es decir, si participan de una misma fundamentación teleológica. Si los bienes jurídicos afectados por un mismo hecho resultan heterogéneos existirá diversidad de fundamento, y cabrá el doble castigo de lo mismo (Sentencia del Tribunal Supremo, 3.ª, de 21 de enero de 1990, con la condena en jurisdicción penal por un delito contra la salud pública y la condena por la Autoridad Gubernativa a la clausura del local donde se vendía la droga, en razón a que en el segundo supuesto se trata de prevenir el delito impidiendo la extensión y tratando de erradicar el comercio de drogas).

Otros ejemplos: 
- Tribunal Supremo, Sala Tercera, de lo Contencioso-Administrativo, Sección 4.ª, Sentencia de 12 de julio de 2001, recurso número 428/1996: 
Condena penal impuesta al ingeniero técnico y sanción administrativa recaída sobre la constructora por la muerte de un trabajador sin apreciación de vulneración del principio non bis in idem.
- Sentencia del Tribunal Supremo, Sala de lo Penal, Sección 1.ª, de 11 de enero de 2007, número de recurso 1908/2006:
“Ha sido reiteradamente declarado por la doctrina del Tribunal Constitucional 3154/90 de 14 de octubre que la denominada excepción de cosa juzgada es una consecuencia inherente al principio non bis in idem, el cual ha de estimarse implícitamente incluido en el artículo 25 de la Constitución como íntimamente ligado a los principios de legalidad y de tipicidad de las infracciones, principio que se configura como un derecho fundamental del condenado, y que impide castigar doblemente por un mismo delito. Por otra parte, la doctrina de esta Sala, en orden a la estimación de cosa juzgada ha venido restringiendo los requisitos clásicos de identidad subjetiva, objetiva y causa de pedir, a los dos primeros, prescindiendo del título de imputación o calificación jurídica que pueda atribuirse a unos concretos hechos. Los requisitos son:
i. identidad subjetiva ("eadem persona”) que en nuestro caso no plantea problemas, ya que ambas resoluciones se refieren a Sergio.
ii. identidad objetiva ("eadem res"), iguales hechos, susceptibles de integrar uno u otro delito. Juzgado por ellos el acusado no podrá de nuevo seguirse procedimiento sobre los mismos hechos contra él en razón a otra tipificación jurídico-penal (SSTS 622/2005, de 27 de mayo y 505/2006, de 10 de mayo ).”.

### Estados Unidos
La frase double jeopardy tiene su origen en la quinta enmienda de la constitución estadounidense: "Ninguna persona podrá a ser sometida a juicio dos veces por el mismo delito para que no sean puestos en doble peligro su vida o sus extremidades". Esta cláusula tiene la intención de limitar el abuso judicial del gobierno en forma de repetidos juicios sobre el mismo delito como manera de acoso u opresión. También está en armonía con el concepto de ley común de res judicata (cosa juzgada) que previene la reiteración de temas y acusaciones que ya hayan terminado de ser juzgadas.

### México
Existe regulado dicho principio en el artículo 23 de la Constitución Política de los Estados Unidos Mexicanos: "Ningún juicio criminal deberá tener más de tres instancias. Nadie puede ser juzgado dos veces por el mismo delito, ya sea que en el juicio se le absuelva o se le condene. Queda prohibida la práctica de absolver de la instancia". Las leyes penales secundarias de todo el país acogen este principio.
Ha de criticarse, como viene siendo costumbre de la doctrina mexicana, el trabajo del legislador constituyente, dado que la Constitución establece que "nadie puede ser juzgado dos veces por el mismo delito", sin embargo, el principio de non bis in idem versa sobre la importancia de no juzgar dos veces por los mismos hechos; por lo mismo, dicho artículo habría de reformarse.

### Perú
En la Constitución Política peruana, el principio Non Bis In Idem se encuentra implícitamente enunciado en el inciso 13) de su artículo 139.º, que prescribe “La prohibición de revivir procesos fenecidos con resolución ejecutoriada”; y ya expresamente, la Ley Peruana del Procedimiento Administrativo General - Ley 27444, en el numeral 10 del artículo 230.º de su Capítulo II - del Procedimiento Sancionador; lo recoge, disponiendo que «No se podrán imponer sucesiva o simultáneamente una pena y una sanción administrativa por el mismo hecho en los casos en que se aprecie la identidad del sujeto, hecho y fundamento». Dicha prohibición se extiende también a las sanciones administrativas, salvo la concurrencia del supuesto de continuación de infracciones a que se refiere el inciso 7.
Por otro lado, en el Código Procesal Penal, aprobado por el Decreto Legislativo N.º 957 (del 28 de julio de 2004), y que desde julio de 2006 está siendo aplicado progresivamente en diversos distritos judiciales del país, hay también una previsión (en el artículo III del Título Preliminar), que tiene tres dimensiones:
- El ne bis in idem propiamente dicho (Nadie podrá ser procesado, ni sancionado más de una vez por un mismo hecho, siempre que se trate del mismo sujeto y fundamento. Este principio rige para las sanciones penales y administrativas)

- La preeminencia del derecho penal sobre el derecho administrativo sancionador (El derecho penal tiene preeminencia sobre el derecho administrativo)

- La excepcionalidad en la revisión de la sentencia condenatoria (La excepción a esta norma es la revisión por la Corte Suprema de la sentencia condenatoria expedida en alguno de los casos en que la acción está indicada taxativamente como procedente en este Código)

### República Dominicana
La Constitución de la República Dominicana, modificada en enero de 2010, establece en el artículo 69, numeral 5 el principio non bis in idem al disponer que «ninguna persona puede ser juzgada dos veces por una misma causa».
Este principio estuvo presente en la anterior constitución del año 2002.
Reafirmando este concepto el código procesal penal establece en su artículo 9.- Única persecución. Nadie puede ser perseguido, juzgado ni condenado dos veces por un mismo hecho.

### Venezuela
El numeral 7 del artículo 49 de la Constitución venezolana, establece que ninguna persona podrá ser sometida a juicio por los mismos hechos en virtud de los cuales hubiese sido juzgada anteriormente.

### Convención Americana sobre Derechos Humanos – Pacto de San José de Costa Rica
Formando parte de las garantías judiciales, según el numeral 4 del artículo 8 de la Convención Americana sobre Derechos Humanos, conocida como Pacto de San José de Costa Rica, el inculpado absuelto por una sentencia firme no podrá ser sometido a nuevo juicio por los mismos hechos.